# Gibbera grumiformis
Gibbera grumiformis är en svampart som först beskrevs av Petter Adolf Karsten, och fick sitt nu gällande namn av M.E. Barr 1961. Gibbera grumiformis ingår i släktet Gibbera och familjen Venturiaceae.  Arten är reproducerande i Sverige. Inga underarter finns listade i Catalogue of Life.